# Avoca, Indiana
Avoca är en så kallad census-designated place i Lawrence County i Indiana. Vid 2020 års folkräkning hade Avoca 545 invånare. 